# BRM P15
O BRM P15 foi o chassi com o qual a BRM disputou a temporada de 1951 da Fórmula 1.
Teve como pilotos Reg Parnell,Ken Richardson,Hans Stuck e Peter Walker.